# NGC 6515
NGC 6515 (другие обозначения — UGC 11071, MCG 8-33-3, ZWG 254.4, PGC 61167) — эллиптическая галактика (E) в созвездии Дракон.
Этот объект входит в число перечисленных в оригинальной редакции «Нового общего каталога».